# Helge Gustafsson
Helge Gustafsson, född 16 januari  1900 i Ervalla församling, Örebro län, död 5 oktober 1981 i Örebro, var en svensk gymnast. Han blev olympisk guldmedaljör 1920.